# Tetraodon
Tetraodon — рід скелезубоподібних риб родини Скелезубові (Tetraodontidae).

## Поширення
Рід має широке поширення, з Африки до Південно-Східної Азії. Рід включає в себе як морські, солонуватоводні, так і прісноводні види. У виду Tetraodon nigroviridis вчені секвентували геном.

## Класифікація
Рід містить 14 описаних видів:
- Tetraodon biocellatus Tirant, 1885
- Tetraodon duboisi Poll, 1959
- Tetraodon erythrotaenia Bleeker, 1853 (
- Tetraodon fluviatilis F. Hamilton, 1822
- Tetraodon implutus Jenyns, 1842
- Tetraodon kretamensis Inger, 1953
- Tetraodon lineatus Linnaeus, 1758
- Tetraodon mbu Boulenger, 1899
- Tetraodon miurus Boulenger, 1902
- Tetraodon nigroviridis Marion de Procé, 1822
- Tetraodon pustulatus A. D. Murray, 1857
- Tetraodon sabahensis Dekkers, 1975
- Tetraodon schoutedeni Pellegrin, 1926
- Tetraodon waandersii Bleeker, 1853